# Гладышев, Степан Трофимович
Степа́н Трофи́мович Гла́дышев (23.06.1902, с. Челнаво-Дмитриевское, Тамбовская губ. - 13.05.1988, Саратов) — гвардии генерал-майор, командир нескольких дивизий, участник Гражданской, Финской и Великой отечественной и Советско-Японской войн. В РККА с 1920 по 1955 год, кавалер орденов Кутузова и Суворова II степени, двух орденов Ленина. В документах часто упоминается неверное отчество «Тимофеевич» и «Тереньтевич».

## Биография
Родился 23 июня 1902 года в  селе Челнаво-Дмитриевское, ныне Дегтянского сельсовета Сосновского района Тамбовской области. Русский.
В Гражданскую войну  в феврале — сентябре 1921 года в составе местного коммунистического отряда принимал участие в подавлении восстания А. С. Антонова в Тамбовской губернии.

### Военная служба

#### Межвоенные годы
В сентябре 1922 года добровольно поступил в 16-ю Тамбовскую военную пехотную школу. После её расформирования в октябре 1924 года был переведен в 27-ю пехотную Иваново-Вознесенскую школу комсостава. Член ВКП(б) с 1924 года. По завершении обучения в августе 1925 года был направлен в 166-й стрелковый полк 56-й стрелковой дивизии ЛВО в городе Опочка, где исполнял должности командира пулеметного взвода и ответственного секретаря бюро ВКП(б). С сентября 1927 по август 1928 года находился на Ленинградских военно-политических курсах им. Ф. Энгельса, затем вернулся в полк и был назначен помощника командира артиллерийского дивизиона по политчасти, а с августа 1930 года командовал стрелковой и учебной ротами. В марте 1936 года капитан Гладышев был переведен в 167-й стрелковый полк. В его составе проходил службу командиром учебного батальона и начальником штаба полка. С августа 1938 года исполнял должности начальника дивизионных курсов младших лейтенантов, а в январе 1939	года был назначен командиром 144-го стрелкового полка. С мая вступил в командование 28-м стрелковым полком 75-й стрелковой дивизии в составе 1-го стрелкового корпуса. В этой должности участвовал в Советско-финляндской войне 1939-1940 гг. За успешное выполнение боевых заданий командования, проявленные героизм и мужество полк был награждён орденом Красного Знамени, этим же орденом был отмечен и командир полка полковник  Гладышев. По окончании боевых действий дивизия была передислоцирована в БОВО (с июля 1940	г. — ЗапОВО). В декабре 1940 года Гладышев был командирован на учёбу на курсы «Выстрел», которые окончил 2 июня 1941 года.

#### Великая Отечественная война
С началом  войны полковник Гладышев в июле 1941 года назначается командиром 10-го стрелкового полка 4-й дивизии народного ополчения Куйбышевского района Москвы. 12 июля дивизия убыла на строительство оборонительных сооружений в Смоленской области. С 24 июля она была включена в состав 24-й армии Фронта резервных армий (с 28 июля — Резервного фронта). 22 августа полковник  Гладышев назначен командиром этой дивизии. С 10 сентября она в составе 49-й армии заняла оборону в районе озера Селигер и в течение месяца отражала попытки противника переправиться на восточный берег. 26 сентября 1941 года дивизия была переименована в 110-ю стрелковую, а полковник  Гладышев утвержден её командиром. 10 октября, в связи с тяжелым положением на московском направлении, она была переброшена в район Наро-Фоминска в состав 33-й армии. С 15 октября её части вели тяжелые бои в направлении на Балабаново, в ходе которых они понесли большие потери. Оказавшись под угрозой окружения, проявив отвагу и мужество, они 22 октября прорвались на восточный берег реки Нара.
В ноябре 1941 года полковник  Гладышев был отстранен от исполнения должности и назначен командиром 43-й отдельной стрелковой бригады, входившей в состав 5-й армии Западного фронта. Бригада участвовала в наступательных боях на истринском направлении, отличилась в ходе Ржевско-Вяземской наступательной операции при освобождении города Руза. 27 февраля 1942 года Гладышев назначается врид командира 32-й Краснознаменной стрелковой дивизии. Приказом НКО от 24 мая 1942 года за бои под Можайском и Гжатском дивизия была преобразована в 29-ю гвардейскую. Летом её части предотвратили попытку противника прорвать линию обороны в районе Ивники, Сорокино, Некрасово. 18 ноября  Гладышев был отстранен от должности и зачислен в распоряжение отдела кадров фронта.
С 20 декабря он допущен к командованию 133-й стрелковой дивизией. До конца февраля 1943 года части дивизии находились в обороне на подступах к Ржеву, затем участвовали в Ржевско-Вяземской наступательной операции. Прорвав оборону противника, они продвинулись с боями на 35 км. и окружили группировку противника в районе Леоново, Свобода. Затем, прорвав оборону противника у деревни Анциферово, дивизия вышла к Днепру, форсировала реку и к 24 марта вышла к реки Вопец.
С 6 июня 1943 года полковник  Гладышев командует 277-й стрелковой дивизией, входившей в состав 49-й армии. С 18 июля дивизия была подчинена 33-й армии и в её составе принимала участие в Спас-Деменской наступательной операции. С 27 августа она вновь вошла в 49-ю армию и успешно действовала в Смоленской, Ельнинско-Дорогобужской, Смоленско-Рославльской наступательных операциях. К 30 сентября её части вышли к реке Проня и перешли к обороне. Приказом ВГК от 25 сентября 1943 года за освобождение города Рославль дивизии было присвоено почетное наименование «Рославльская». В ноябре дивизия находилась в резерве, затем в начале декабря вошла в подчинение 5-й армии Западного (с 24.4.1944 г. — 3-го Белорусского) фронта. С 23 июня 1944 года она участвовала в Белорусской, Витебско-Оршанской, Минской, Вильнюсской и Каунасской наступательных операциях, в освобождении городов Каунас, Вильнюс и Мядель. За образцовое выполнение заданий командования в боях по прорыву укрепрайона противника южнее города Витебск и на оршанском направлении севернее р. Днепр, а также за овладение г. Витебск дивизия была награждена орденом Красного Знамени (2.7.1944), а за прорыв обороны противника на реке Неман — орденом Суворова 2-й ст. (12.8.1944). В октябре 1944 года дивизия участвовала в Гумбинненской наступательной операции. С января 1945	года её части в составе 5-й армии 3-го Белорусского фронта успешно действовали в Восточно-Прусской, Инстербургско-Кенигсбергской и Земландской наступательных операциях. С 20 апреля 1945 года дивизия была выведена в резерв Ставки ВГК и переброшена на Дальний Восток, где вошла в состав Приморской группы войск.

#### Советско-японская война
С 9 августа 1945 года  277-я стрелковая дивизия в составе 1-го Дальневосточного фронта участвовали в Маньчжурской, Харбино-Гиринской наступательных операциях. За образцовое выполнение заданий командования в боях против японских войск на Д. Востоке при форсировании реки Уссури, прорыве Дуннинского укрепрайона и овладении городом Гирин она была награждена орденом Кутузова 2-й ст. (19.9.1945). Командир дивизии генерал-майор  Гладышев за эту операцию был награждён орденом Суворова 2-й ст. (26.8.1945) и китайским орденом «Юнь-Квэй» 4-й ст. (9.1945).

#### Послевоенное время
После войны  Гладышев продолжал командовать этой дивизией. В феврале 1946 года он был назначен командиром 72-го стрелкового Ковенского Краснознаменного корпуса Приморского ВО. С апреля 1948 года  по май 1949 года находился на учёбе на ВАК при Высшей военной академии им. К. Е. Ворошилова, затем состоял в распоряжении Управления по внешним сношениям Генштаба ВС СССР. С декабря 1949 года командовал 3-м горнострелковым Карпатским корпусом. С декабря 1952 года исполнял должность помощника командующего 3-й гвардейской механизированной армии в ГСОВГ, с января 1955 года был помощником командующего этой армией по боевой подготовке. В мае 1955 года уволен в запас. Проиживал  в Саратове. Умер 13 мая 1988 года. Похоронен, в Саратове на Елшанском кладбище.

## Воинские звания
- ? —1940 год: полковник
- с 1 сентября 1943 года — генерал-майор[7]

## Награды
- Орден Красного Знамени, 20 мая 1940 года, за образцовое выполнение боевых заданий Командования на фронте борьбы с финской белогвардейщиной и проявленные при этом доблесть и мужество[3]
- Орден Красного Знамени, 30 марта 1943 года, за образцовое выполнение боевых заданий...[8]
- Орден Суворова II степени, 28 сентября 1943 года, за форсирование реки Десна южнее деревни Богданово[3]
- Орден Кутузова  II степени, 03 июля 1944 года, за умелое и мужественное руководство боевыми операциями...[9]
- Медаль «За оборону Москвы», 06 сентября 1944 года[10]
- Орден Ленина, 19 апреля 1945 года, за образцовое выполнение боевых заданий...[11]
- Орден Красного Знамени, 03 ноября 1944 года, за выслугу лет[12])
- Орден Суворова II степени, 26 августа 1945 года, за боевые действия в Маньчжурии[13]
- Орден Облаков и Знамени (Китай)
- Медаль За победу над Германией в Великой Отечественной войне 1941–1945 гг., 12 сентября 1945 года[14]
- Медаль «За взятие Кенигсберга», 19 декабря 1945 года[15]
- Медаль «За победу над Японией»
- Орден Ленина, 06 ноября 1947 года, за выслугу лет[12]
- Орден Красного Знамени, 20 апреля 1953 года, за выслугу лет[12]
- Медаль «Ветеран Вооружённых Сил СССР»
- Орден Отечественной войны 1-й степени, 6 апреля 1985 года, в связи с 40-летием Победы ВОВ.
- Знак «50 лет пребывания в КПСС»

Приказы (благодарности) Верховного Главнокомандующего в которых отмечен С. Т. Гладышев.
- За форсирование реки Днепр и за овладение штурмом крупным областным центром городом Смоленск – важнейшим стратегическим узлом обороны немцев на Западном направлении и мощным опорным пунктом обороны немцев на могилевском направлении – городом Рославль. 25 сентября 1943 года. № 25.
- За прорыв сильно укрепленной и развитой в глубину обороны Витебского укреплённого района немцев, южнее города Витебск, на участке протяжением 30 километров, продвижение в глубину за два дня наступательных боёв до 25 километров и расширение прорыва до 80 километров по фронту, а также освобождение более 300 населённых пунктов. 24 июня 1944 года. № 116.
- За форсирование реки Березина, и овладение штурмом городом и крупным узлом коммуникаций Борисов — важным опорным пунктом обороны немцев, прикрывающим подступы к Минску. 1 июля 1944 года. № 126.
- За освобождение столицы Литовской Советской Республики города Вильнюс от фашистских захватчиков. 13 июля 1944 года № 136.
- За овладение  штурмом городом  и крепостью Каунас (Ковно) – оперативно важным узлом коммуникаций и мощным опорным пунктом обороны немцев, прикрывающим подступы к границам Восточной Пруссии. 1 августа 1944 года. № 161.
- За овладение мощными опорными пунктами обороны противника – Ширвиндт, Наумиестис (Владиславов), Виллюнен, Вирбалис (Вержболово), Кибартай (Кибарты), Эйдткунен, Шталлупенен, Миллюнен, Вальтеркемен, Пиллюпенен, Виштынец, Мелькемен, Роминтен, Гросс Роминтен, Вижайны, Шитткемен, Пшеросьль, Гольдап, Филипув, Сувалки на территории Восточной Пруссии. 23 октября 1944 года № 203.
- За овладение штурмом укрепленными городами Пилькаллен, Рагнит и сильными опорными пунктами обороны немцев Шилленен, Лазденен, Куссен, Науйенингкен, Ленгветен, Краупишкен, Бракупенен. 19 января 1945 года. № 231.
- За форсирование реки Уссури, прорыв Хутоуский, Мишаньский, Пограничненский и Дуннинский укрепленных районов японцев, преодоление труднодоступной горно-таёжной местности, продвижение вперед на 500 километров и овладение городами Мишань, Гирин, Яньцзи, Харбин. 23 августа 1945 года. № 372.

## Память
- Почётный гражданин города Рузы.
- В честь Гладышева в 1981 году была названа улица в городе Руза, которая была освобождена 17 января 1942 года отдельной 43-й курсантской стрелковой бригады под его командованием и 19-й стрелковой дивизией
- Музей боевой славы  Беляногорской школы города Рузы